# 糖原性アミノ酸

解糖系とクエン酸回路。

糖原性アミノ酸（とうげんせいアミノさん、Glucogenic amino acid）とは、脱アミノ化（アミノ基転移による場合を含む）を受けた後、炭素骨格が糖新生に用いられるアミノ酸のことである。クエン酸回路の中間体であるオキサロ酢酸から解糖系（糖新生系）を経由して、グルコースに転換されうるアミノ酸のことである。オキサロ酢酸は、ホスホエノールピルビン酸を経由して糖新生に利用される。
ホスホエノールピルビン酸は、オキサロ酢酸の脱炭酸によって生じ、1分子のGTPを加水分解する。この反応はホスホエノールピルビン酸カルボキシキナーゼによって触媒され、糖新生の律速段階となる。
GTP + オキサロ酢酸 {\displaystyle {\ce {->}}} GDP + ホスホエノールピルビン酸 + {\displaystyle {\ce {CO2}}}
なお、ホスホエノールピルビン酸からピルビン酸に変化する反応は不可逆反応である。このため、ピルビン酸から解糖系の逆反応で直接糖新生を行うことはできない。
2-ホスホグリセリン酸 {\displaystyle {\ce {<=>}}} ホスホエノールピルビン酸 {\displaystyle {\ce {->}}} ピルビン酸

## 分類

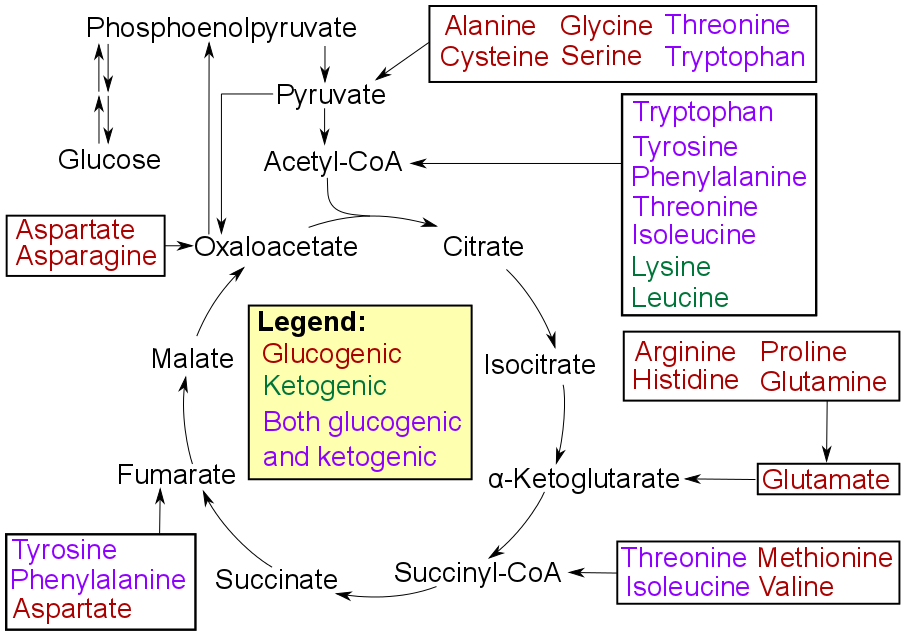
糖新生 (茶：糖原性、緑：ケト原性、紫：両方)

糖原性アミノ酸を以下に示す。
- ピルビン酸からオキサロ酢酸になり糖新生に入るもの
  - アラニン
  - グリシン
  - セリン
  - トレオニン
  - システイン
  - トリプトファン
- プロピオン酸等からスクシニルCoA（コハク酸の誘導体）になりクエン酸回路のオキサロ酢酸から糖新生に入るもの
  - イソロイシン
  - メチオニン
  - バリン
- オキサロ酢酸になり糖新生に入るもの
  - アスパラギン酸
- α-ケトグルタル酸になりクエン酸回路のオキサロ酢酸から糖新生に入るもの
  - アルギニン
  - グルタミン酸
  - ヒスチジン
  - プロリン
- フマル酸になりクエン酸回路のオキサロ酢酸から糖新生に入るもの
  - チロシン
  - フェニルアラニン

## オキサロ酢酸のミトコンドリアの内膜の通過
オキサロ酢酸はそのままではミトコンドリアの内膜を通過できないので、ミトコンドリアから細胞質へのホスホエノールピルビン酸の輸送は、リンゴ酸/ホスホエノールピルビン酸シャトルによって調停される。
そして、オキサロ酢酸がミトコンドリアから出るためにリンゴ酸デヒドロゲナーゼによってリンゴ酸に還元され、リンゴ酸としてミトコンドリア内膜を通過する。ミトコンドリア外の細胞質で再びリンゴ酸デヒドロゲナーゼによってオキサロ酢酸に酸化され、最終的にはホスホエノールピルビン酸カルボキシキナーゼ(PEPCK)によってホスホエノールピルビン酸に変換される。全体的にこの反応のギブズエネルギーの総和は⊿G'゜＝0.9 kJ/molである。
- （ミトコンドリア内）

段階1：ピルビン酸＋HCO−
3＋ATP → オキザロ酢酸＋ADP＋Pi
ピルビン酸カルボキシラーゼにより進む。
段階2：オキザロ酢酸 {\displaystyle {\ce {+ NADH + H+ <->}}} L-リンゴ酸 {\displaystyle {\ce {+ NAD}}}
リンゴ酸デヒドロゲナーゼにより進む。
（リンゴ酸-アスパラギン酸シャトルによりリンゴ酸としてミトコンドリア内膜、外膜を通過し細胞質に到達）
段階3：L-リンゴ酸 {\displaystyle {\ce {+ NAD <->}}} オキザロ酢酸 {\displaystyle {\ce {+ NADH + H^+}}}
この反応もリンゴ酸デヒドロゲナーゼにより進む。
段階4：オキザロ酢酸＋GTP → ホスホエノールピルビン酸 {\displaystyle {\ce {+ GDP + CO2}}}
ホスホエノールピルビン酸カルボキシキナーゼ(phosphoenolpyruvate carboxykinase)により進む。